# Деражненська сільська рада
Деражне́нська сільська́ ра́да — орган місцевого самоврядування в Костопільському районі Рівненської області. Адміністративний центр — село Деражне.

## Загальні відомості
- Деражненська сільська рада утворена в 1974 році.
- Реорганізовано в 2017 році.
- Територія ради: 60,723 км²
- Населення ради: 6 844 особи (станом на 2001 рік)
- Територією ради протікає річка Горинь.

## Населені пункти
Сільській раді підпорядковані населені пункти:
- с. Деражне
- с. Бичаль

## Склад ради
Рада складається з 16 депутатів та голови.
- Голова ради:
- Секретар ради: Мисюк Ірина Костянтинівна

### Керівний склад попередніх скликань
| Прізвище, ім'я, по батькові | Основні відомості                                                 | Дата обрання | Дата звільнення |
| --------------------------- | ----------------------------------------------------------------- | ------------ | --------------- |
| Лукашець Микола Борисович   | Сільський голова, 1967 року народження                            | 26.03.2006   | 31.10.2010      |
| Лукашець Микола Борисович   | Сільський голова, 1976 року народження, освіта вища, безпартійний | 31.10.2010   | 22.05.2014      |

Примітка: таблиця складена за даними сайту Верховної Ради України